# سفارة البرتغال في الولايات المتحدة
سفارة البرتغال في الولايات المتحدة هي أرفع تمثيل دبلوماسي لدولة البرتغال لدى الولايات المتحدة. تقع السفارة في شمال غربي واشنطن العاصمة وهي تهدف لتعزيز المصالح البرتغالية في الولايات المتحدة.

## وصلات خارجية
- قائمة سفارات البرتغال
- قائمة السفارات في الولايات المتحدة